# Atletiekvereniging de Sprinter
Atletiekvereniging De Sprinter is de atletiekvereniging in Meppel. 

## Geschiedenis
In 1981 is op verzoek van de gemeente Meppel een werkgroep in het leven geroepen om na te gaan of in Meppel mogelijkheden bestonden voor de oprichting van een atletiekvereniging. Na een aantal vergaderingen werd besloten om op 3 mei 1982 de eerste training te organiseren op de plaats waar tot de winter van 2004/2005 de Meppeler IJsclub haar schaatsbaan heeft. Sinds 2001 wordt op een kunststofbaan getraind: in dat jaar werd op sportpark Ezinge in Meppel de Reestbaan geopend. De vereniging is officieel lid van de Atletiekunie en is ondergebracht in de regio IJsseldelta van de Atletiekunie. De club heeft ongeveer 300 leden.
Het clubtenue bestaat uit een zwarte (korte)broek, een blauw shirt/singlet/top met daarin geel verwerkt. Op de rug & de borst staat het logo van de atletiekvereniging. Er is ook een blauw jasje met logo. 
In 2010 is het clubgebouw verbouwd en is een krachthonk en opslag bijgebouwd. Daarnaast zijn er kleedkamers met douches & een gezellig clubhuis. 
De vereniging biedt zowel recreatief lopen als trainen voor een hoger niveau. Daarnaast geeft de club bootcamptrainingen en zijn er veel trainingen voor de jeugd. Ook is er om de vrijdag een extra bootcamptraining en kunnen enthousiaste leden zich specialiseren in een bepaald onderdeel. Ook voor gehandicapten is er een training. Iedere woensdagavond is er G-atletentraining.
Ieder jaar organiseert AV de Sprinter de 4 van Meppel (Voorheen: Trimloop Vierdaagse). Dit is 4 dinsdagen in april/mei waarin 1 km, 3 km, 5 km en 10 km kan worden gelopen in wedstrijdvorm. Ook is de Meppelcityrun, de hardloopwedstrijd door de binnenstad van Meppel, een jaarlijks terugkerende wedstrijd. Voor de leden zijn eind september ook altijd de clubkampioenschappen. Begin oktober is de Reest halve marathon een populaire afstand. Hier kan men 1 km, 10 km of 21 km door het Reestdal lopen. In januari vindt de Hunebedloop plaats in de nabije bossen van Havelte. In het verleden werd ook de Oranjeparkloop georganiseerd, die door het Wilhelminapark ging. Deze bestaat niet meer.
Ieder jaar organiseert AV de Sprinter de Yakult Start to Run voor mensen die willen starten met hardlopen. Door tips, tricks en trainen zorgt de club voor meer hardlopers in de stad. 
In 2019 is de website van AV de Sprinter compleet vernieuwd. 